# ボウ氷河

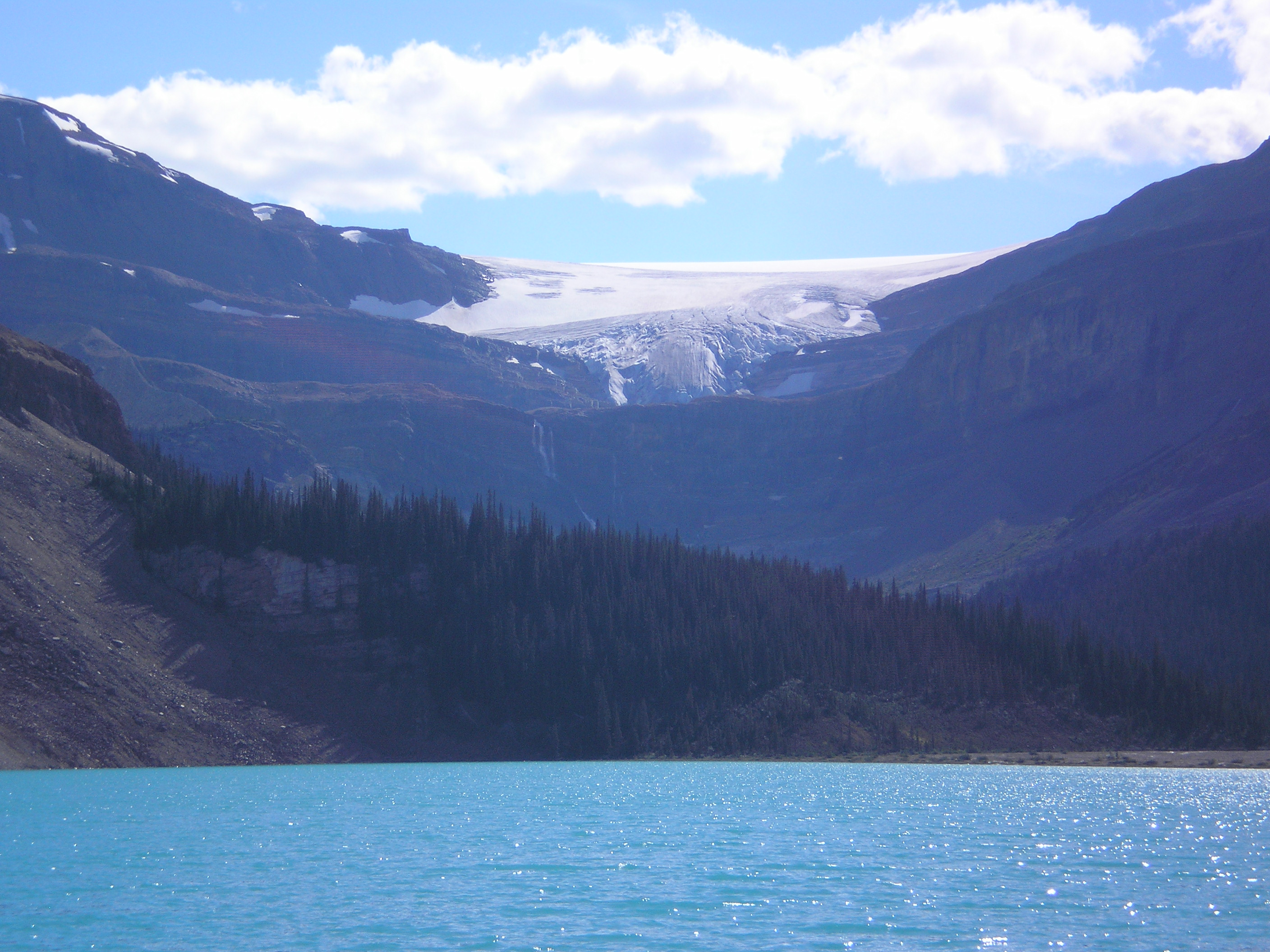
ボウ氷河を背に映えるボウ湖

ボウ氷河（ボウひょうが、Bow Glacier）とは、北アメリカ大陸の北西部に存在する、氷河の1つである。また、ワプタ氷原から流れ出す氷河の1つであり、サウスサスカチュワン川の支流の1つボウ川の源流となっている氷河でもある。

## 概要

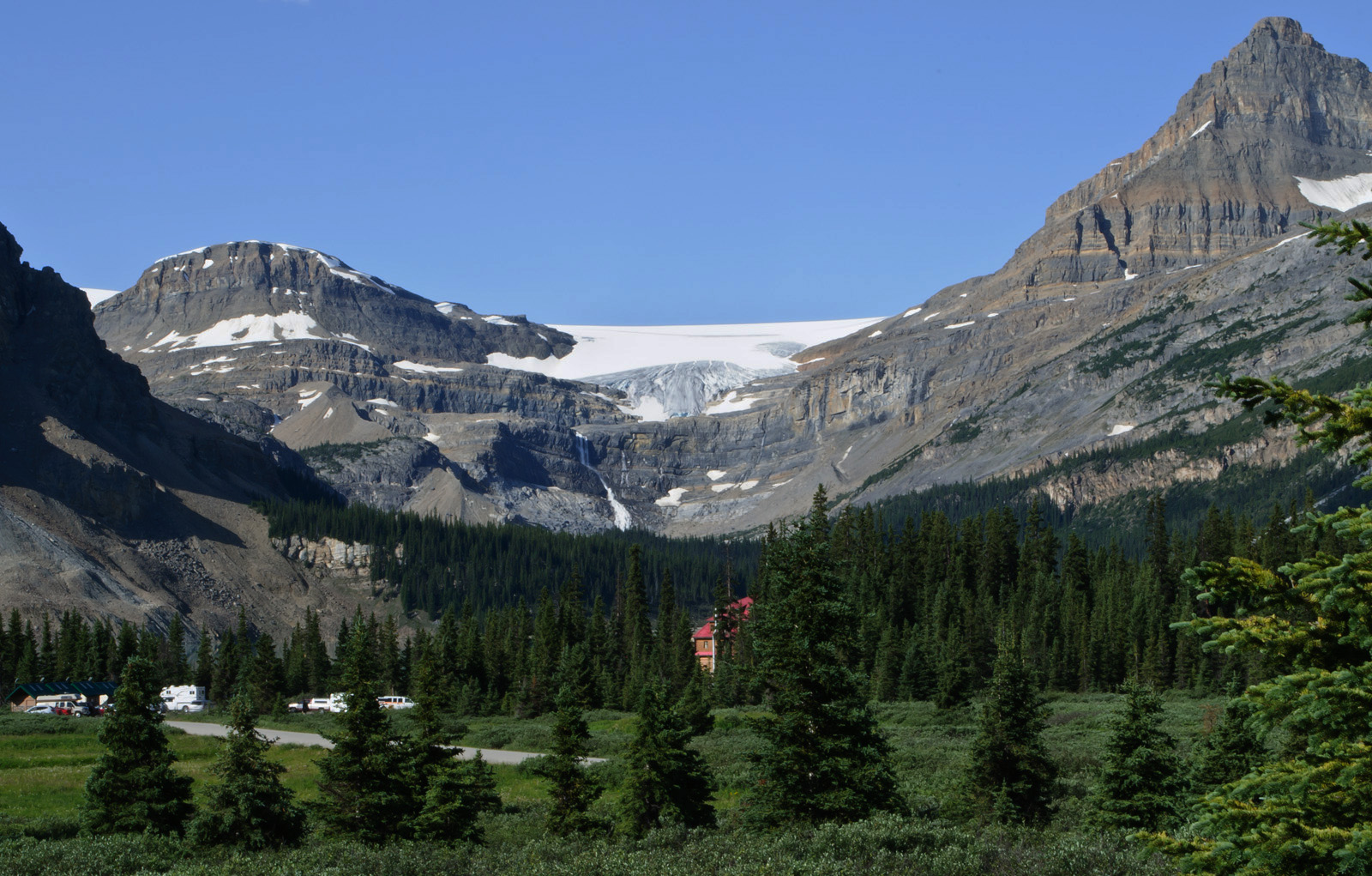
バンフ国立公園にあるボウ氷河

ボウ氷河は、おおよそ北緯51度38分44秒、西経116度30分37秒付近に位置する。この場所はカナダのアルバータ州に属しており、またバンフ国立公園にも指定されている。アルバータ州内やバンフ国立公園内には幾つも氷河が存在するので、ボウ氷河もこの付近に散在する氷河の1つに過ぎない。

### 水の行方
ボウ氷河は、大陸分水界にまたがって存在しているワプタ氷原から流れ出している。そして、ボウ氷河の形となってワプタ氷原から流れ出した水（この時点では氷の状態）は、ボウ氷河の末端部で融解してボウ川の源流となり、その後、幾つもの川や湖を経由して、最終的にネルソン川からハドソン湾へと注いでいる。

### 周辺地形への影響
ボウ氷河は、ボウ・バレー（Bow Valley）と名付けられた谷を作ったと言われている。この谷は、ボウ氷河によって浸食され、その後、最終氷期の期間中に最も地球上の広い範囲を氷が覆った時、すなわち約2万1000年前の終氷期最盛期（last glacial maximum）が終わった後に、ボウ氷河が後退した（融解した）ことによって現れたとされる。そして、1850年頃に小氷期が終わってから後、ボウ氷河は常に後退を続けている（短くなり続けている）。1850年から1953年にかけて、ボウ氷河は約1100m後退し、これにともなって新たな湖も形成した。また、今までボウ氷河の下にあったことによって、流水によって浸食されて流出するのが防がれていた土砂が、氷河の後退によって流出するようになったために、付近に存在するボウ湖（Bow Lake）に流入する土砂が増加した。これによって、ボウ湖の西端部には、この土砂が堆積してできた小さな三角州が形成された。

## 観光
2006年現在、ボウ氷河はカナダのアルバータ州の高速道路93号線であるアイスフィールド高速道路（Icefields Parkway）から見ることができる。なお、このアイスフィールド高速道路は、アルバータ州のレイク・ルイーズと同じくアルバータ州のジャスパーとを結ぶ道路である。既述のように、アルバータ州には幾つも氷河が存在するわけだが、この道路沿いには、ボウ氷河よりも有名なアサバスカ氷河も存在する。
なお、このアサバスカ氷河はアサバスカ川の源流となっている氷河だが、ボウ氷河とは別な大陸分水界に属しており、アサバスカ川の水は幾つかの湖や川を経て、最終的にマッケンジー川からボーフォート海へと流れ込んでいる。